# Хальталь (Штирия)
Хальталь (нем. Halltal (Steiermark)) — коммуна в Австрии, в федеральной земле Штирия. 
Входит в состав округа Брук-на-Муре.  Население составляет 339 человек (на 31 декабря 2005 года). Занимает площадь 74,48 км². Официальный код  —  60208.

## Политическая ситуация
Бургомистр коммуны — Херберт Фукс (СДПА) по результатам выборов 2005 года.
Совет представителей коммуны (нем. Gemeinderat) состоит из 9 мест.
- СДПА занимает 5 мест.
- АНП занимает 4 места.